# Palazzo Covoni delle Burella

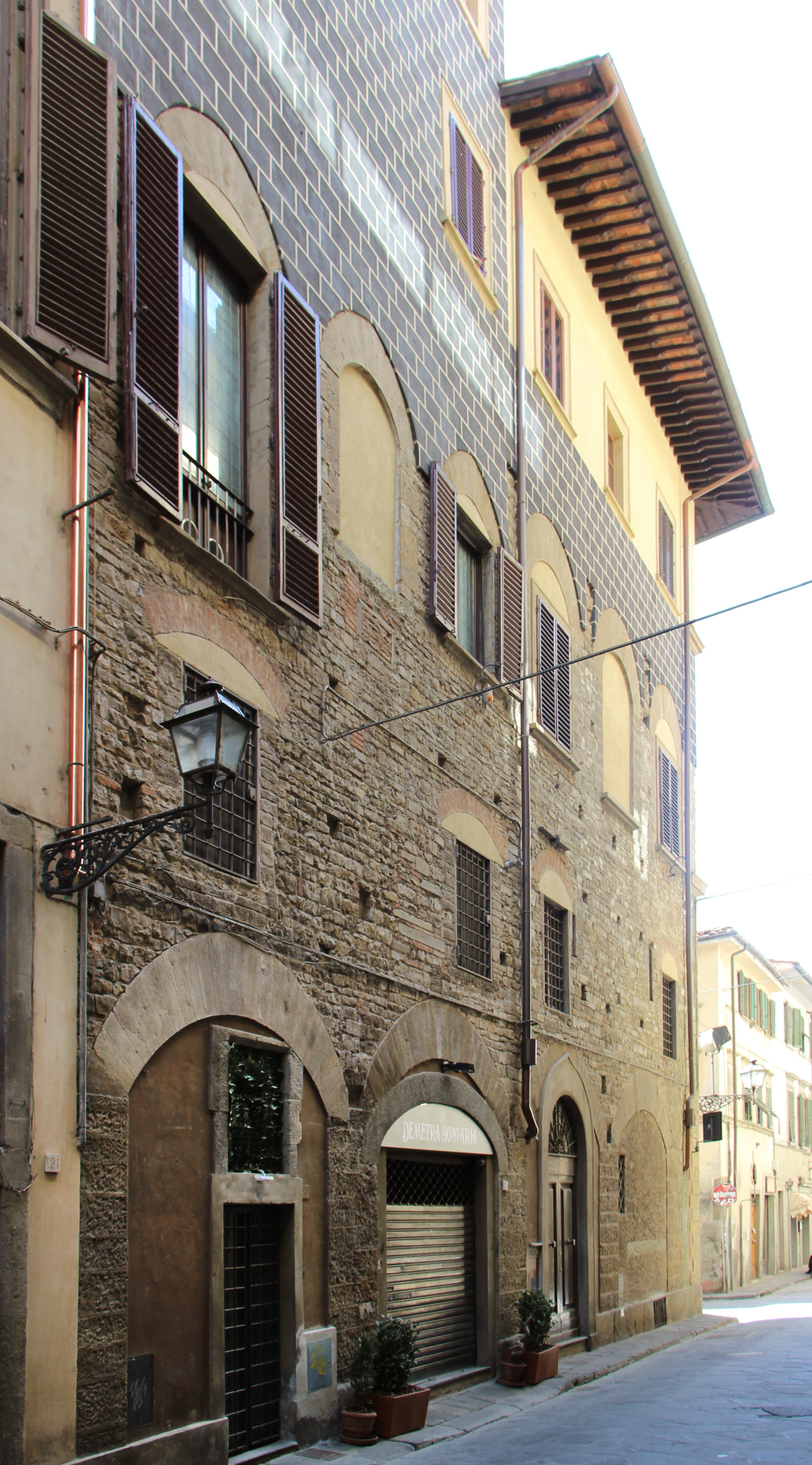
Lato via della Vigna Vecchia

Palazzo Covoni "delle Burella" si trova in angolo tra via della Vigna Vecchia 9, via dell'Acqua 2r, 4r e 6r, e via delle Burella, a Firenze.

## Storia e descrizione
I Covoni ebbero il periodo di maggior fama tra il Trecento e il Quattrocento, quando, oltre ad una solida ricchezza dovuta alla loro compagnia commerciale e di credito, essi ricoprirono anche numerose cariche politiche nella Repubblica fiorentina. Avevano varie proprietà in questa zona tanto da determinare la denominazione del vicino angolo tra via Ghibellina e via dell'Acqua come canto de' Covoni. Il loro principale palazzo sorgeva in tale ubicazione. 
A distanza di un isolato si trova un altro palazzo dei Covoni, indicabile, per distinguerlo, come "delle Burella".
Il grande e severo edificio, di origine trecentesca, è stato, dopo gli interventi seguiti ai danni dell'alluvione del 1966, di nuovo recentemente restaurato conservando a vista il disegno dei quattro fornici del piano terreno e, al primo piano, l'originario filaretto. Sui fronti si susseguono i segni dei molti interventi successivi (soprelevazioni, rimodellazione degli archi, e via dicendo), di modo che i prospetti risultano oggi decisamente frammentati, lasciando qualche perplessità sul criterio seguito nel corso dell'intervento. Come osservato in alcuni altri casi, il restauro sembra offrire infatti un'utile lettura a chi è interessato a ricercare le matrici medioevali dell'edificio, ma per il resto appare ben poco rispettoso del palazzo se lo si vuole intendere nei termini di una struttura organica. Si veda inoltre, a rompere ulteriormente il disegno d'insieme, l'intervento con il finto ammattonato a graffito (certo ricomposto a partire da elementi preesistenti) presente su via della Vigna Vecchia.